# مانيات سينغ
مانيات سينغ (25 يناير 1986 ببنجاب في الهند - ) هو لاعب كرة قدم هندي في مركز الهجوم. شارك مع منتخب الهند تحت 20 سنة لكرة القدم ومنتخب الهند لكرة القدم. أما مع النوادي، فقد لعب مع نادي تشرتشل براذرز ونادي سالغاوكار ونادي موهون باغان وMahindra United FC ‏ ونادي جاجاتجيت للقطن والمنسوجات ‏ وBharat FC ‏ ونادي طيران الهند ونادي بهوانيفور لكرة القدم.

## وصلات خارجية
- مانيات سينغ على موقع الاتحاد الدولي (مؤرشف)  (الإنجليزية)
- مانيات سينغ على موقع قاعدة بيانات كرة القدم.إي يو (الإنجليزية)
- مانيات سينغ على موقع ناشيونال فوتبول تيمز (الإنجليزية)
- مانيات سينغ على موقع Soccerway.com (الإنجليزية)
- مانيات سينغ على موقع عالم كرة القدم.نت (الإنجليزية)